# Phaeacius yixin
Phaeacius yixin es una especie de arañas araneomorfas de la familia Salticidae.

## Distribución geográfica
Es endémica de Hainan (China).